# Jeruzalem (województwo pomorskie)
Jeruzalem (dodatkowa nazwa w j. kaszub. Jeruzalem) – kolonia w Polsce, położona w województwie pomorskim, w powiecie bytowskim, w gminie Lipnica.
Kolonia kaszubska na Pojezierzu Bytowskim w regionie Kaszub zwanym Gochami, wchodzi w skład sołectwa Łąkie.
W latach 1975–1998 miejscowość administracyjnie należała do województwa słupskiego.